# Джибо, Адамо
Адамо Ибрахим Джибо (фр. Adamou Ibrahim Djibo; род. 13 августа 1998, Нигер) — нигерский футболист, защитник клуба «Шериф» и национальной сборной Нигера.

## Карьера

### Начало карьеры
Профессиональную футбольную карьеру начинал на родине в клубе «Сахель», вместе с которым становился серебряным призёром чемпионата. В 2020 году футболист сменил клубную прописку и перешёл в клуб «Нигелек». В дебютном сезоне вместе с клубом заработал серебряные медали чемпионата, а уже в следующем сезоне стал чемпионом. В сентябре 2022 года вместе с клубом отправился на матчи Лиги чемпионов КАФ. Дебютный матч на турнире сыграл 10 сентября 2022 года против клуба СОАР.

### «Шериф»
В июне 2023 года футболист перешёл в тираспольский «Шериф». В июле 2023 года футболист вместе с клубом отправился на квалификационные матчи Лиги чемпионов УЕФА. Дебютировал за клуб 12 июля 2023 года в матче против румынского «Фарула», выйдя на замену на 89 минуте. Дебютный матч в рамках молдавской Суперлиги сыграл 13 августа 2023 года против клуба «Спартаний».

## Международная карьера
В начале 2021 года футболист получил вызов в национальную сборную Нигера. Дебютировал за сборную 21 января 2021 года в матче чемпионата африканских наций против сборной Республики Конго. На турнире футболист вместе со сборной занял 3 место в группе и не вышел в стадию плей-офф. Дебютный гол за сборную забил 20 ноября 2022 года в товарищеском матче против сборной Габона. В январе 2023 года футболист вместе со сборной снова отправился на чемпионат африканских наций, где в полуфинале 31 января 2023 года уступил сборной Алжиру и отправился на матч за 3 место. В матче за бронзовые медали 3 февраля 2023 года с минимальным счётом уступили сборной Мадагаскара.

## Достижения
«Нигелек»
- Чемпион Нигера: 2021/22